# Universíada de Verão

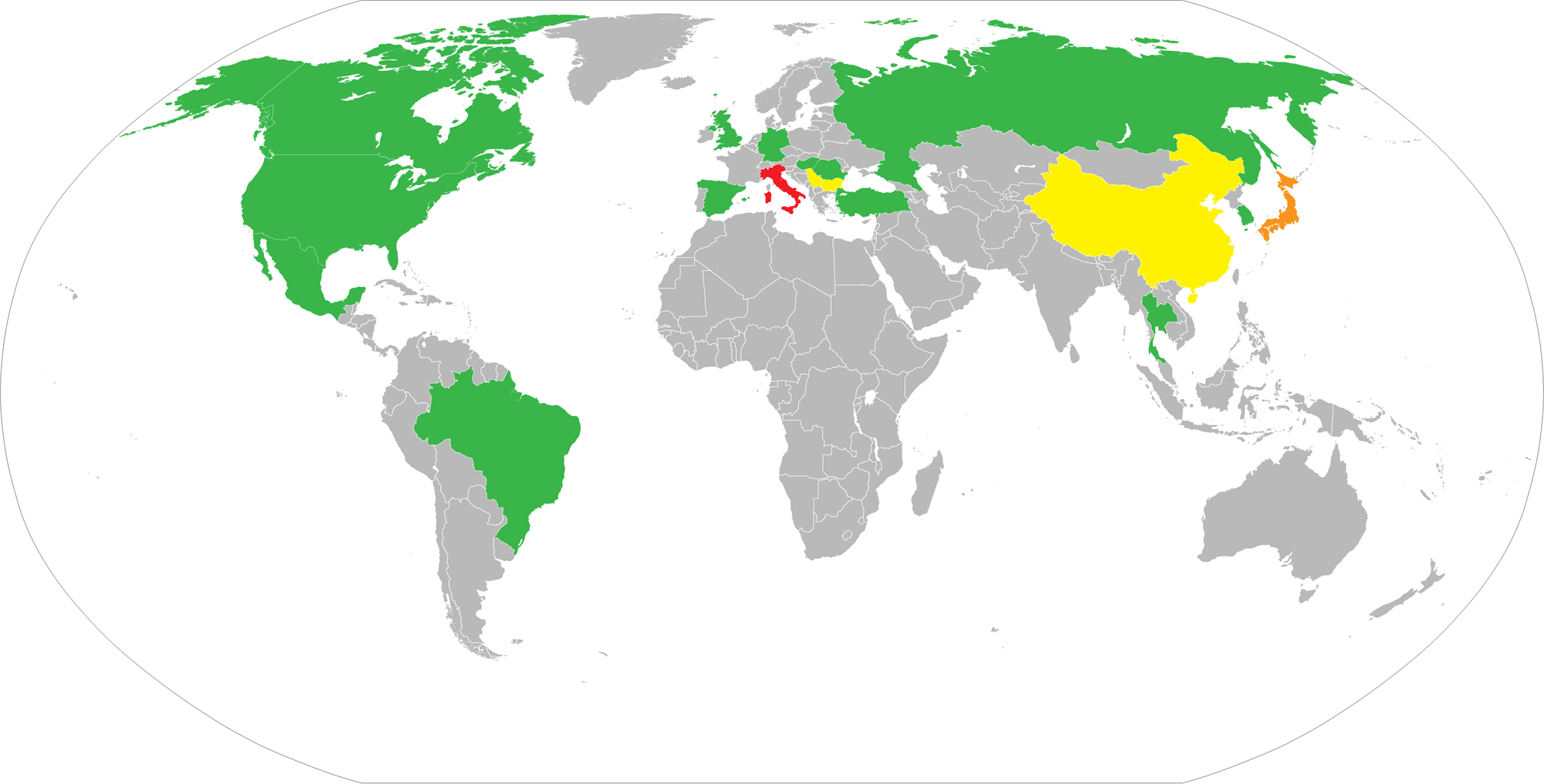
Países que organizaram Universíadas de Verão até 2011.
Em verde, uma vez. Em amarelo, duas vezes. Em laranja, três vezes. E em vermelho, quatro vezes.

A Universíada de Verão é um evento multidesportivo internacional, organizado para atletas universitários pela Federação Internacional do Esporte Universitário (FISU), normalmente, a cada dois anos.
O recorde de participações, de atletas, foi estabelecido em Cazã 2013 (Rússia) onde se passou pela primeira vez de 15 mil participantes, em Daegu 2003 (Coreia do Sul) com 174 países participantes.

## Edições
| Edição | Ano              | Anfitrião          | Anfitrião         | Período       | Período        | Eventos | Modalidades | Modalidades   | Atletas  |
| Edição | Ano              | País               | Cidade            | Início        | Término        | Eventos | Obrig.      | Opc.          | Atletas  |
| ------ | ---------------- | ------------------ | ----------------- | ------------- | -------------- | ------- | ----------- | ------------- | -------- |
| I      | 1959 Detalhes    | Itália             | Turim             | 26 de agosto  | 7 de setembro  | 60      | 7           | 0             |          |
| II     | 1961 Detalhes    | Bulgária           | Sófia             | 25 de agosto  | 3 de setembro  | 68      | 9           | 0             |          |
| III    | 1963 Detalhes    | Brasil             | Porto Alegre      | 30 de agosto  | 8 de setembro  | 69      | 9           | 0             | 713      |
| IV     | 1965 Detalhes    | Hungria            | Budapeste         | 20 de agosto  | 30 de agosto   | 76      | 9           | 0             |          |
| V      | 1967 Detalhes    | Japão              | Tóquio            | 27 de agosto  | 4 de setembro  | 87      | 8           | 1             |          |
| VI     | 1970[a] Detalhes | Itália             | Turim             | 26 de agosto  | 9 de setembro  | 81      | 9           | 0             |          |
| VII    | 1973 Detalhes    | União Soviética    | Moscovo           | 15 de agosto  | 25 de agosto   | 111     | 9           | 1             |          |
| VIII   | 1975 Detalhes    | Itália             | Roma              | 18 de agosto  | 21 de agosto   | 35      | 1[b]        | 0             |          |
| IX     | 1977 Detalhes    | Bulgária           | Sófia             | 17 de agosto  | 28 de agosto   | 101     | 9           | 1             |          |
| X      | 1979 Detalhes    | México             | Cidade do México  | 2 de setembro | 13 de setembro | 95      | 9           | 1             |          |
| XI     | 1981 Detalhes    | Romênia            | Bucareste         | 19 de julho   | 30 de julho    | 124     | 9           | 1             |          |
| XII    | 1983 Detalhes    | Canadá             | Edmonton          | 1 de julho    | 12 de julho    | 118     | 9           | 1             |          |
| XIII   | 1985 Detalhes    | Japão              | Kobe              | 24 de agosto  | 4 de setembro  | 120     | 10          | 1             |          |
| XIV    | 1987 Detalhes    | Iugoslávia         | Zagreb            | 8 de julho    | 19 de julho    | 138     | 10          | 2             |          |
| XV     | 1989 Detalhes    | Alemanha Ocidental | Duisburgo         | 22 de agosto  | 30 de agosto   | 66      | 3[c]        | 1             |          |
| XVI    | 1991 Detalhes    | Reino Unido        | Sheffield         | 14 de julho   | 25 de julho    | 124     | 10          | 2             |          |
| XVII   | 1993 Detalhes    | Estados Unidos     | Buffalo           | 8 de julho    | 18 de julho    | 135     | 10          | 2             | 3.547    |
| XVIII  | 1995 Detalhes    | Japão              | Fukuoka           | 23 de agosto  | 3 de setembro  | 146     | 10          | 3             | 3 949    |
| XIX    | 1997 Detalhes    | Itália             | Sicília           | 20 de agosto  | 31 de agosto   | 128     | 10          | 1             | 3 949    |
| XX     | 1999 Detalhes    | Espanha            | Palma de Maiorca  | 3 de julho    | 13 de julho    | 146     | 10          | 2             | 4 076    |
| XXI    | 2001 Detalhes    | China              | Pequim            | 22 de agosto  | 1 de setembro  | 168     | 11          | 2             | 6 757    |
| XXII   | 2003 Detalhes    | Coreia do Sul      | Daegu             | 21 de agosto  | 31 de agosto   | 183     | 11          | 3             | 4 179    |
| XXIII  | 2005 Detalhes    | Turquia            | Esmirna           | 11 de agosto  | 22 de agosto   | 195     | 11          | 4             | 9 500[d] |
| XXIV   | 2007 Detalhes    | Tailândia          | Banguecoque       | 8 de agosto   | 18 de agosto   | 236     | 13          | 5             | 9 006    |
| XXV    | 2009 Detalhes    | Sérvia             | Belgrado          | 1 de julho    | 12 de julho    | 203     | 13          | 2             | 5 379    |
| XXVI   | 2011 Detalhes    | China              | Shenzhen          | 12 de agosto  | 23 de agosto   | 304[e]  | 13          | 11            | 7 994    |
| XXVII  | 2013 Detalhes    | Rússia             | Cazã              | 6 de julho    | 17 de julho    | 351     | 13          | 13            | 10 442   |
| XXVIII | 2015 Detalhes    | Coreia do Sul      | Gwangju           | 3 de julho    | 14 de julho    | 272     | 14[f]       | 7             | 12 986   |
| XXIX   | 2017 Detalhes    | Taipé Chinesa      | Cidade de Taipei  | 19 de agosto  | 30 de agosto   | 276     | 14          | 8[g][h][i][j] | 7 639    |
| XXX    | 2019 Detalhes[k] | Itália             | Nápoles           | 3 de julho    | 14 de julho    | 222     | 15          | 3             | 5 971    |
| XXXI   | 2021 Detalhes    | China              | Chengdu           | 18 de agosto  | 29 de agosto   | 268     | 15[l]       | 3             | 5 059    |
| —      | 2023 Detalhes    | Rússia             | Ecaterimburgo     | 8 de agosto   | 19 de agosto   | 248     | 15          | 3             | —        |
| XXXII  | 2025 Detalhes    | Alemanha           | Reno-Ruhr         | 16 de julho   | 27 de julho    | 234     | 15          | 3             |          |
| XXXIII | 2027 Detalhes    | Coreia do Sul      | Chungcheong       | 1 de agosto   | 12 de agosto   | 251     | 15          | 3             |          |
| XXXIV  | 2029 Detalhes    | Estados Unidos     | Carolina do Norte | 11 de julho   | 22 de julho    | 275     | 15          | 3             |          |

Notas
- a. ^ Esta edição foi atrasada um ano por causa da desistência de Lisboa em sediar o evento de 1969.
- b. ^ Esta edição seria realizada em Belgrado, capital da então Iugoslávia e, devido a questões financeiras, foi cancelada em cima da hora e substituída por um campeonato extraordinário mundial de atletismo realizado no Estádio Olímpico de Roma.
- c. ^ Esta edição seria realizada na cidade de São Paulo, mas pelo momento político conturbado que o Brasil passava entre 1988 e 1989, a cidade se viu obrigada a desistir de sediar o evento, que foi transferido, em menor escala, para Duisburgo na ainda Alemanha Ocidental.
- d. ^ Estimado
- e. ^ Seriam 306 eventos nesta edição, mas dois eventos do tiro foram cancelados[2]
- f. ^ O taekwondo passará a ser modalidade obrigatória a partir dessa edição[3]
- g. ^  Esta será última edição em que o tiro com arco será uma modalidade opcional, passando a ser modalidade obrigatória a partir da edição de 2019[4]
- h. ^  A partir dessa edição o número de esportes opcionais retornará para, no máximo, três. Existe uma demanda da FISU para diminuir o tamanho do evento e assim aumentar o interesse de cidades candidatas.[5]
- i. ^  A partir desta edição o número máximo de esportes opcionais seria de 3, mas o Comitê Organizador solicitou a FISU para adição de mais cinco modalidades, entendendo que as chances de medalhas do país organizador eram muito baixas nas modalidades obrigatórias.[6]
- j. ^  Esta será última edição em que o badminton foi uma modalidade opcional, não foi disputado em 2019 e retornando em Chengdu 2021 como modalidade obrigatória, substituido o futebol que deixará o programa a partir desta edição[7][8]
- k. ^ Originalmente marcada para Brasília, no Brasil. Entretanto, em 23 de dezembro de 2014, devido a uma crise financeira que a cidade estava enfrentando, a cidade desistiu de organizar o evento.[9] Um novo processo emergencial de candidatura foi aberto e somente a cidade de Nápoles, na Itália se candidatou como sede suplente, a cidade foi ratificada em 5 de março de 2016.[10]
- l. ^  Com a criação da Copa do Mundo FISU de Futebol Universitário em 2019,[11] o futebol deixará de fazer parte do programa a partir desta edição, sendo sua vaga como esporte compulsório ocupada pelo badminton a partir desta edição.[8]

## Quadro de medalhas histórico
| Ordem | País                | Medalha de ouro | Medalha de prata | Medalha de bronze |       |
| ----- | ------------------- | --------------- | ---------------- | ----------------- | ----- |
| 1     | USA Estados Unidos  | 474             | 404              | 371               | 1 249 |
| 2     | CHN China           | 414             | 281              | 224               | 939   |
| 2     | URS União Soviética | 409             | 329              | 253               | 991   |
| 4     | RUS Rússia          | 391             | 315              | 343               | 1 049 |
| 5     | JPN Japão           | 284             | 288              | 370               | 942   |
| 6     | KOR Coreia do Sul   | 197             | 172              | 188               | 548   |
| 7     | ITA Itália          | 171             | 190              | 226               | 587   |
| 8     | UKR Ucrânia         | 160             | 176              | 156               | 470   |
| 9     | ROM Romênia         | 145             | 125              | 140               | 410   |
| 10    | GER Alemanha        | 109             | 145              | 197               | 451   |

## Modalidades

### Modalidades obrigatórias
O regulamento atual da Universíada diz que são 15 as modalidades obrigatórias: atletismo, basquetebol, esgrima, futebol, ginástica artística, ginástica rítmica, judô, natação, polo aquático, saltos ornamentais, tênis, tênis de mesa,tiro com arco e o voleibol.
Destas, estiveram presentes na primeira edição em Turim 1959: atletismo, basquetebol, esgrima, natação, polo aquático, tênis, e voleibol.
Os saltos ornamentais e a ginástica artística foram adicionados em Sófia 1961.Nesta edição houve também a primeira aparição do torneio de basquete feminino que apenas se tornaria compulsório em Budapeste 1965.
No entanto, a primeira grande expansão do programa se daria apenas em Kobe 1985 quando o futebol masculino foi adicionado como esporte compulsório, depois de aparecer como opcional na Cidade do México 1979. O primeiro torneio de futebol feminino da história da Universíada foi em Buffalo 1993, entretanto ele só se tornaria obrigatório oito anos mais tarde em Pequim 2001, quando o número de equipes foi expandido de oito para 16.Também em Pequim 2001, houve a adição da ginástica rítmica, depois de aparecer como opcional em Sheffield 1991, Fukuoka 1995 e na Sicília 1997.
A partir de 2007, foi feita a segunda grande expansão do programa, aonde o judô foi adicionado a lista de esportes compulsórios, ele foi a primeira modalidade opcional a ser realizada na história do evento em Tóquio 1967 e posteriormente foi realizada em Kobe 1985, Fukuoka 1995, Palma de Maiorca 1999, Pequim 2001 e Daegu 2003. O tênis de mesa foi adicionado no mesmo ano, depois de ser realizado em Pequim 2001.
A terceira grande expansão teve início em Belgrado 2009. A primeira grande alteração foi a realização compulsória do torneio de polo aquático feminino e nos anos posteriores, na década de 2010, três esportes se tornaram compulsórios: o taekwondo se tornou obrigatório em Taipei 2017, o tiro com arco que se tornou obrigatório em Nápoles 2019.
Com a criação da Copa do Mundo FISU de Futebol Universitário, em 2019, o futebol deixou de fazer parte do programa da Universíada de Verão a partir de Chengdu 2021. A sua vaga será agora ocupada pelo badminton que evoluirá para esporte compulsório também a partir desta edição.
Além disso, são disputadas algumas provas não olímpicas. Como na natação, a disputa dos 50m nos quatro estilos e em ambos os sexos e o revezamento misto no 4x400; as competições por aparelhos na ginástica rítmica; a meia maratona ao invés da maratona no atletismo; a competição por duplas do mesmo sexo no tênis de mesa; as competições de equipes no tênis e no badminton ; as disputas por equipe e provas mistas nos saltos ornamentais e a realização dos torneios de poomsae e por equipes no taekwondo.
Quando o esporte é elevado para a categoria de obrigatório, o seu campeonato mundial universitário deixa de ser realizado automaticamente.

### Modalidades opcionais
Até 2003, o comitê organizador de cada edição poderia sugerir três ou mais esportes opcionais para o Comitê Executivo, pelo menos dois anos antes da organização de cada edição. A escolha destes deve refletir o desenvolvimento da FISU e o interesse do movimento esportivo universitário do país organizador e também dependendo do próprio interesse da cidade, o que acaba na adição de esportes não-olímpicos em seu programa. Por isso, os esportes opcionais variam de uma Universíada de Verão para outra.Para que isso acontecesse, existia uma lista pré-determinada de esportes que realizavam os seus Campeonatos Universitários Mundiais (WUC) em anos pares. Esta regra foi flexionada, em 2005, quando os organizadores da Universíada de Verão de 2005, em Izmir, na Turquia pediram a autorização para a adição da quarta modalidade opcional, sob a alegação de que o interesse local no evento estava baixo e que dentro dos esportes previamente confirmados, as chances de medalhas do país eram baixas. Com a evolução do tênis de mesa e do judô para esportes obrigatórios em Bangkok 2007, a FISU autorizou a adição de mais três esportes como opcionais naquele ano, totalizando cinco esportes (o maior número até então). Originalmente, Belgrado 2009, havia proposto quatro esportes em sua candidatura, posteriormente esta lista evoluiu para oito, mas, devido a Crise financeira de 2007–2008, a realização de seis esportes foi cancelada e somente dois permaneceram.

#### História
O primeiro esporte opcional da história foi a ginástica artística que foi escolhido pelo comitê organizador da Universíada de Verão de 1961 em Sófia, na Bulgária. O sucesso do evento foi instantâneo e a ginástica evoluiu para esporte compulsório dois anos depois em Porto Alegre 1963. O Comitê Organizador da edição de 1965, optou por não realizar nenhum evento opcional.

#### A entrada do judô
A grande novidade da Universíada de Verão de 1967 realizada em Tóquio foi a entrada do judô como esporte opcional exatamente em seu berço. O esporte é o esporte que mais figurou como opcional na história da Universíada de Verão (totalizando seis vezes), sendo escolhido como parte do programa nas edições de Kobe 1985, Fukuoka 1995 (estas foram as três edições da Universíada de Verão no Japão), Palma de Maiorca 1999, Pequim 2001 e Daegu 2003. Devido ao número constante de participações, a FISU decidiu que a partir da edição de 2007, realizada em Bangkok, o judô evoluiria para esporte compulsório. Os campeonatos de judô da FISU estão em segundo lugar no mundo em termos de números dos participantes e importância e também são singulares pois durante muito tempo eram as únicas competições da IJF em que uma competição por equipes era realizada.

#### Anos 1970 e 1980
Devido ao pouco tempo para a organização, a edição de Turim 1970 não apresentou nenhum esporte opcional em seu programa, chegando a ser menor no número de eventos e de atletas participantes nesta edição do que a edição anterior em Tóquio. A tradição soviética em dois esportes se refletiu na edição de Moscou 1973, quando pela primeira vez, na história a competição por aparelhos foi disputada como evento opcional no torneio de ginástica artística e um torneio de lutas fez parte do programa. Na edição de Sófia 1977 apenas as lutas permaneceram no programa e retornariam nas edições de Bucareste 1981, essas três edições tiveram programas praticamente similares. As lutas ainda voltariam nas edições de Izmir 2005 aonde as mulheres participaram do esporte pela primeira vez e em, oito anos mais tarde, Cazã 2013 quando uma nova modalidade foi apresentada a disputa no belt-and-jacket.
Na Universíada de Verão de 1979, na Cidade do México, os organizadores mexicanos escolheram o futebol como o seu esporte opcional. Um total de vinte e quatro times competiram no torneio. Três anos depois, a FISU organizou a última edição do Campeonato Mundial Universitário de Futebol, para incluir o futebol como esporte obrigatório na Universíada de Verão de 1985, em Kobe. A maior surpresa neste torneio veio da Coreia do Norte que acabou ganhando uma final improvável contra o Uruguai. Em Buffalo 1993, um torneio feminino foi realizado pela primeira vez como evento opcional e foi um sucesso instantâneo, entretanto, os organizadores das três próximas edições praticamente ignoraram a realização o torneio feminino. Assim, respeitando as demandas da FIFA e diversas federações desportivas universitárias nacionais, em Pequim 2001, o torneio se tornou compulsório.
Já na Universíada de Verão de 1983 em Edmonton, no Canadá, foi a vez do ciclismo ser escolhido como esporte opcional, já que a cidade havia sediado os Jogos da Commonwealth de 1978 e aproveitou a infraestrutura que havia sido construída para o evento. O ciclismo só retornaria a Universíada trinta anos mais tarde em Shenzhen 2011 também como um esporte opcional.
Em Zagreb 1987, os organizadores croatas inovaram e escolheram um dos principais atrativos cênicos da cidade, o lago Jarun, que é formado por um desvio natural do Rio Sava e construíram um canal para sediar os eventos opcionais daquela edição, o remo e a canoagem. Cabe ressaltar que a poucos metros deste lago está o conjunto de prédios residenciais que funcionaram como Vila Universitária e que logo após os Jogos esta área se tornou um bairro com o mesmo nome do lago.
O remo ainda seria esporte opcional dois anos depois em Duisburgo 1989, também foi escolhido como um dos esportes opcionais em Buffalo 1993, quando foi disputado na cidade vizinha de St. Catharines, que fica Canadá (naquela edição algumas cidades canadenses prestaram apoio a Universidade de Buffalo devido a proximidade entre a cidade e a fronteira dos dois países). Ele retornaria a Universíada como esporte opcional em Belgrado 2009, mas devido a Crise financeira de 2007–2008, o esporte foi um dos seis esportes que tiveram as suas competições canceladas. O remo ainda retornaria vinte anos mais tarde em Cazã 2013 e permaneceria no programa de Gwangju 2015. O remo foi um dos três esportes escolhidos como opcionais em Chengdu 2021.
Além de Zagreb 1987, a canoagem também figurou em Cazã 2013.

#### Lista de esportes opcionais
Existe uma lista de 29 esportes que podem ser opcionais, pois tem campeonatos mundiais vinculados a FISU.

#### Modalidades opcionais já realizadas
- Badmínton: 2007, 2011, 2013, 2015 e 2017 (obrigatório a partir de 2021)
- Belt-and-jacket: 2013
- Boxe: 2013
- Beisebol: 1993, 1995, 2015 e 2017
- Bilhar: 2017
- Canoagem: 1987 e 2013
- Ciclismo: 1983 e 2011
- Futebol (obrigatório): 1979
- Ginástica aeróbica: 2011
- Ginástica rítmica (obrigatório): 1991, 1995 e 1997
- Golfe: 2007, 2011, 2015 e 2017
- Handebol: 2015
- Halterofilismo: 2011, 2013 e 2017
- Hóquei na grama: 1991 e 2013
- Judo (obrigatório): 1967, 1985, 1995, 1999, 2001 e 2003
- Kurash: 2013
- Lutas: 1973, 1977, 1981, 2005 e 2013
- Nado sincronizado: 2013
- Remo: 1987, 1989 , 1993, 2013 e 2015
- Patinação de velocidade: 2017
- Sambo: 2013
- Softbol: 2007
- Taekwondo (obrigatório): 2003, 2005, 2007, 2009, 2011 , 2015 e 2017
- Tênis de mesa (obrigatório): 2001
- Tiro desportivo: 2007, 2011, 2013 e 2015
- Tiro com arco(obrigatório) : 2003, 2005, 2009, 2011 , 2015 e 2017
- Rugby: 2013
- Vela: 1999, 2005 e 2011
- Voleibol de praia: 2011 e 2013
- Xadrez: 2011 e 2013
- Wushu: 2017

#### 2021
Essas serão as modalidades opcionais da Universíada de Chengdu:
- Remo
- Tiro desportivo
- Wushu

#### 2023
Essas serão as modalidades opcionais da Universíada de Ecaterimburgo :
- Boxe
- Rugby
- Sambo